# Korovci
Korovci (mađarski: Károlyfa, prekomurski: Korouvci, njemački: Grofenik) je naselje u slovenskoj Općini Cankova. Korovci se nalazi u pokrajini Prekmurju i statističkoj regiji Pomurju. 

## Stanovništvo
Prema popisu stanovništva iz 2002. godine naselje je imalo 209 stanovnika.